# Stith Thompson
Stith Thompson (7 de março de 1885 – 13 de janeiro de 1976) foi um estudioso de folclore estadunidense. Ele é um dos criadores do Sistema de classificação de Aarne-Thompsom, juntamente com Antti Aarne, e autor do Motif-Index of Folk-Literature.
Stith Thompson morreu em 13 de janeiro de 1976, em Columbus, Indiana, ele foi enterrado no cemitério da família em Springfield, Kentucky.

## Biografia
Stith Thompson nasceu em Bloomfield, Kentucky em 7 março de 1885, aos doze anos de idade muda-se com sua família para Indianápolis, capital do estado de Indiana onde frequenta o Butler College, obtem ainda seu diploma de bacharel pela Universidade de Wisconsin. Pelos próximos dois anos lecionou no ensino médio na cidade de Portland, Oregon, onde aprendeu norueguês. Obteve seu mestrado em Literatura Inglesa na Universidade da Califórnia em Berkeley em 1912. Ele estudou ainda na Universidade de Harvard entre os anos de 1912 e 1914; ensinou Inglês na Universidade do Texas, Austin entre 1914 e 1918 e obteve seu Ph.D. em Harvard no ano de 1919.
Thompson ingressou na Faculdade de Inglês da Universidade de Indiana, em Bloomington. Interessado em baladas tradicionais e contos, organizou Cursos de Verão sobre o tema entre os anos 1940 a 1960. O que levou, em 1962, a Thompson e Richard Dorson, estudante de destaque do folclore, a fundarem a University's Folklore Institute - ainda ativo.
Apesar de Thompson escrever e traduzir numerosos livros e artigos sobre o folclore, tornou-se mais conhecido por seu trabalho sobre a classificação dos motivos em contos populares. 